# 拉约斯
拉约斯（西班牙語：Layos）是西班牙卡斯蒂利亚-拉曼恰托莱多省的一个市镇。总面积18平方公里，总人口312人（2001年），人口密度17人/平方公里。